# Torxa de degoteig
La torxa, o torxa de degoteig, és un aparell utilitzat en l'extinció d'incendis forestals, que consta d'un dipòsit de combustible, un tub flexible pel qual baixa el combustible i una esponja d'amiant que fa de cremador, que s'utilitza per a cremes controlades. La crema pot ser de foc tècnic en crema prescrita (abans de l'incendi), o foc tècnic d'extinció (durant l'incendi) amb l'objectiu de crear una crema d'eixamplament, un contrafoc, o una redirecció del front principal.

1. cremador, 2. broc, 3. bucle anti retorn, 4. anell de tancament, 5. vàlvula d'aire, 6. dipòsit amb nansa, 7. configuració de transport.

La torxa està constituïda per un dipòsit de metall lleuger, resistent a les altes temperatures, a les friccions i als cops, d'uns 5 litres de capacitat, amb una nansa per al maneig i transport. Consta de cremador, broc, anell de tancament, vàlvula d'aire i dipòsit.